# Verlagslizenz
Die Verlagslizenz war eine Genehmigung, einen Buch-, Musiknoten- und Kalender(buch)verlag zu gründen und damit Schriftgut verlegen zu dürfen. Sie wurde nach dem Ende des Zweiten Weltkriegs von den alliierten Besatzungsmächten in den vier deutschen Besatzungszonen erteilt. Ihr voraus ging häufig eine Vertriebsgenehmigung, mit der sich zunächst noch aus der Vorkriegs- und Kriegszeit stammende Lagerbestände verkaufen ließen. Nachdem am 12. Mai 1945 die Besatzungsmächte alle Medienunternehmen in Deutschland geschlossen hatten, durfte die Verlagstätigkeit nur mit einer Verlagslizenz wieder aufgenommen werden. Wegen der schwierigen Papiersituation im Nachkriegsdeutschland wurden teilweise die Auflagenzahlen, meist auf 5.000 für einzelne Titel, beschränkt.
Die Verlagslizenz war grundsätzlich an die Person, der sie erteilt wurde, gebunden. Sie setzte voraus, dass sich ihr Inhaber während der Zeit des Dritten Reichs nicht aktiv an der nationalsozialistischen Politik beteiligt hatte. In der sowjetischen Besatzungszone wurden Lizenzen zunächst an die neu gegründeten antifaschistischen Parteien und Organisationen und erst später an Einzelpersonen vergeben.
Die Verlagslizenz war z. T. aus dem Impressum der Verlagserzeugnisse ersichtlich. Sie trug auch die Bezeichnung Zulassung und war mit einem nach Besatzungszonen getrennten Nummernsystem den einzelnen Verlagen zugeordnet. Sie war zunächst mit der Auflage verbunden, in den Druckwerken jeweils eine Kurzbiographie des Autors einzufügen: Damit sollten Autoren, die dem nationalsozialistischen System nahestanden, an der weiteren Publizierung gehindert werden.

## Erteilung der Verlagslizenzen nach Besatzungszonen mit Beispielen

### Amerikanische Besatzungszone
Die amerikanischen Militärbehörden waren bis zum 4. Juli 1945 in Teilen Sachsens Besatzungsmacht, das Gebiet war danach sowjetisch kontrolliert. Die amerikanischen Militärbehörden organisierten noch kurz vor ihrem Abzug den Umzug von mehreren führenden Leipziger Verlegern (u. a. Inhaber der Verlage Georg Thieme, Dieterich, Insel und F.A. Brockhaus) nach Frankfurt und Wiesbaden. Dort erhielten die Verleger recht schnell Verlagslizenzen. Sie wurden von der Nachrichtenkontrolle erteilt, einer Abteilung der United States Army. Alle Verleger waren jedoch verpflichtet, vor der Veröffentlichung Berichte über die einzelnen Autoren vorzulegen. 
- Insel Verlag, Zweigstelle Wiesbaden (12. September 1945, Friedrich Michael), Nr. 13
- Ernst Klett Verlag (November 1945, Ernst Klett), Nr. NN
- Piper Verlag (4. Januar 1946, Klaus und Reinhard Piper), Nr. 125
- Verlag C. H. Beck (1949, NN), Nr. NN

### Britische Besatzungszone
In der britischen Besatzungszone und im Britischen Sektor von Berlin wurden bis 1949 insgesamt 242 Verlagslizenzen vergeben. Nach der Lizenzvergabe mussten alle Manuskripte bei der Britischen Militärbehörde zur Vorzensur eingereicht werden.
- Suhrkamp Verlag (Johann Heinrich Suhrkamp), Britischer Sektor, Nr. 1
- Bertelsmann Verlag (1946, Heinrich Mohn), Nr. NN
- Rowohlt Verlag (6. November 1945), Nr. NN

### Französische Besatzungszone
In der französischen Besatzungszone erhielten etwa 200 Verlage Lizenzen. Das Zensurverfahren war  strenger als in der amerikanischen und britischen Besatzungszone, so dass sogar politisch völlig unverfängliche Titel wie Heinrich Heines „Buch der Lieder“ und Immanuel Kants „Zum ewigen Frieden“ nicht verlegt werden durften.
- Rainer Wunderlich Verlag (1945, Hermann Leins), Nr. 1
- Hatje Cantz Verlag (1945, Gerd Hatje), Nr. NN

### Sowjetische Besatzungszone
- Neuer Weg, der spätere Dietz Verlag (30. Juli 1945), Nr. 1
- Verlag C. F. Peters (1946, Dr. Johannes Petschull), Nr. NN
- Verlag Neues Leben (17. Juni 1946), Nr. 68
- E. A. Seemann Verlag (Irmgard Nussbaum-Seemann), Nr. 109
- Aufbau Verlag (16. August 1945), Nr. 301
- F.A. Brockhaus Verlag Leipzig (Fritz Brockhaus, Hans Brockhaus und Karl Jäger), Nr. 344
- Karl Baedeker Verlag Leipzig, Nr. 345
- Insel Verlag Leipzig: 25. Februar 1947 (Anton Kippenberg) Nr. 366, ab 26. Oktober 1950 (Richard Köhler) Nr. 351
- Verlag Philipp Reclam jun. Leipzig, Nr. 363
- Hinstorff Verlag (1947), Nr. 391

## Lizenzierungspolitik
In allen Besatzungszonen sollte die Erteilung von Verlagslizenzen verhindern, dass faschistische und militaristische Literatur auf den Buchmarkt kommt. Während es dann in der alten Bundesrepublik im Ergebnis des Inkrafttretens des Grundgesetzes am 24. Mai 1949 zum formalen Wegfall jeglicher Zensur kam (Art. 5 Abs. 1 S. 3 GG), verlief die Entwicklung in der sowjetischen Besatzungszone in eine andere Richtung. 
Dort wurden die Verlagslizenzen ähnlich wie in den westlichen Besatzungszonen zunächst ausschließlich von der Sowjetischen Militäradministration in Deutschland (SMAD) erteilt. 
Die Privatverlage unterstanden dann aber bereits ab 3. Juni 1946 dem in Ost-Berlin tätigen Kulturellen Beirat, der u. a. aus Vertretern der Landesregierungen, Parteien, Massenorganisationen, Universitäten und Kirchen bestand. Er entschied über Druckgenehmigungen und Papierzuteilungen. Ihm mussten die Manuskripte vor der Veröffentlichung zur inhaltlichen Begutachtung vorgelegt werden. Damit war eine Vorzensur gesichert.
Mit der Einrichtung des Kulturellen Beirats wurde zwar die zunächst angestrebte schrittweise Ausschaltung aller private Verlage zugunsten der inzwischen in großer Anzahl tätigen volkseigenen (VEB) und der im Eigentum von systemkonformen Parteien und Institutionen stehenden Verlage aufgegeben. Allerdings kam es dann 1951 aufgrund staatlichen Drucks doch dazu, dass von 120 Privatverlagen nur noch 20 übrig blieben. Nachfolger des Kulturellen Beirat wurde 1951 das Amt für Literatur und Verlagswesen (ALV) im Rang eines Staatssekretariats. Es wurde schließlich 1956 aufgelöst, seine Aufgaben und die Hauptverwaltung Literatur und Buchwesen (ab 1963 Hauptverwaltung Verlage und Buchhandel) wurden übernommen. 
Somit hielt man in der DDR nach der Aufhebung des Besatzungsstatuts an der Lizenzierung der Verlagserzeugnisse fest. Dadurch war die Ausübung der nach Artikel 27 Absatz 2 der DDR-Verfassungstext formal nicht vorgesehenen Zensur aller Publikationen und die Auswahl der noch zugelassenen privaten Verleger entsprechend der politischen Opportunität bis zum Ende der Staatlichkeit der DDR gewährleistet.